# Ottavio Antonio Bayardi

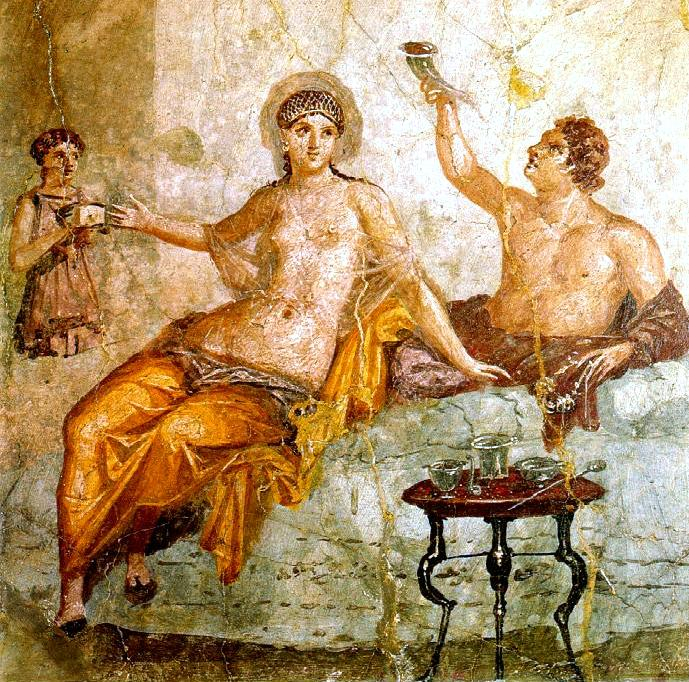
Affresco

Ottavio Antonio Bayardi (Parma, 10 giugno 1694 – Roma, 7 marzo 1764) è stato un religioso, scrittore e vescovo cattolico italiano, monsignore, protonotaro apostolico, arcivescovo di Tiro.

## Notizie
Scrisse il Catalogo degli antichi monumenti di Ercolano, elenco dettagliato di molti reperti ritrovati nell'antica città di Ercolano, distrutta dall'eruzione del Vesuvio del 79.

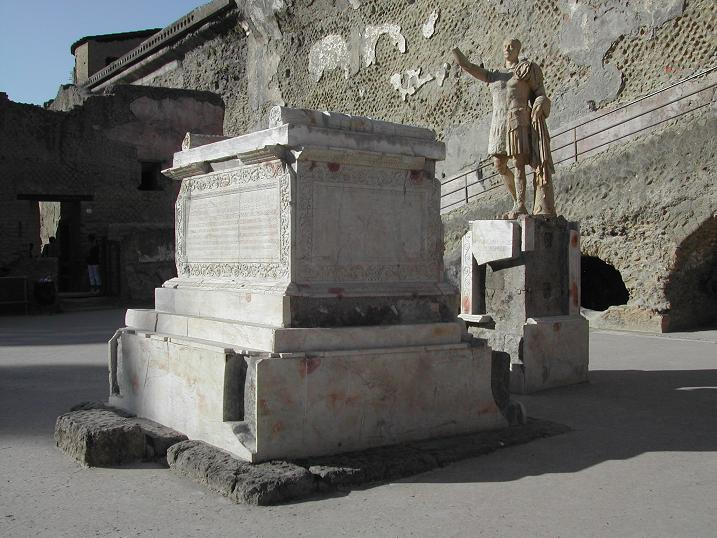
Statua di M. Nonio Balbo

Sono elencati, fra l'altro, vasi con teste di satiro, di Ercole, di Ariete, di Fauno; pitture, statue equestri, statue dei Noni Balbi  , statue consolari e senatorie, tiare, mitrie, maschere, bassorilievi, pavimenti a mosaico. Le medaglie consolari e cesaree non oltrepassano i tempi di Tito (imperatore) e giustificano l'epoca della rovina di Ercolano.
Il Catalogo del Bayardi risale al 1754 e il suo titolo è molto dettagliato: Catalogo degli antichi monumenti dissotterrati dalla discoperta città di Ercolano per ordine della maestà di Carlo re delle Due Sicilie e di Gierusalemme, infante di Spagna, duca di Parma, e di Piacenza, gran principe ereditario di Toscana, composto e steso da monsignor Ottavio Antonio Bayardi protonotario apostolico, referendario dell'una e dell'altra signatura e consultore de' sacri riti in Napoli MDCCLIV nella regia stamperia di S.M. Le incisioni del Catalogo sono del P. Antonio Piaggio.

## Genealogia episcopale
La genealogia episcopale è:
- Cardinale Scipione Rebiba
- Cardinale Giulio Antonio Santori
- Cardinale Girolamo Bernerio, O.P.
- Arcivescovo Galeazzo Sanvitale
- Cardinale Ludovico Ludovisi
- Cardinale Luigi Caetani
- Cardinale Ulderico Carpegna
- Cardinale Paluzzo Paluzzi Altieri degli Albertoni
- Papa Benedetto XIII
- Papa Benedetto XIV
- Papa Clemente XIII
- Cardinale Enrico Benedetto Stuart
- Arcivescovo Ottavio Antonio Bayardi

## Opere
- Prodromo delle antichita d'Ercolano
- Le Antichità di Ercolano esposte
- Catalogo degli antichi monumenti dissotterrati dalla riscoperta di Ercolano